# Kasino-Kapitalismus
Kasino-Kapitalismus bezeichnen einen Zustand des globalen, weitgehend kapitalistischen Wirtschaftssystems, der durch krisenanfällige, weltweit vernetzte Finanzmärkte geprägt wird. Im Kasino-Kapitalismus haben sich die Finanzmärkte von der Realwirtschaft abgekoppelt, indem die Finanzierung von Wertschöpfung gegenüber hoch spekulativen Finanzmarkttransaktionen in den Hintergrund getreten ist. Er wurde von der britischen Politikwissenschaftlerin Susan Strange mit ihrem 1986 erschienenen Buch Casino capitalism geprägt und von der Internationalen Politischen Ökonomie als Begriff übernommen.
Susan Strange lehnte sich mit dem Begriff an die Analyse der Börsenspekulation durch John Maynard Keynes aus dem Jahr 1936 an. Keynes hatte sich darin auch der Analogie zum Spielkasino bedient. Die Kasino-Analogie bzw. der Begriff werden heute von Ökonomen wie Paul Krugman und Rudolf Hickel unter ausdrücklicher Bezugnahme auf Keynes verwendet.
Hans-Werner Sinn machte den Begriff zum Titel seines 2009 erschienenen Buches, in dem er die Fehlentwicklungen im Bankensystem aus ordnungspolitischer Sichtweise darstellte.
„Kasino-Kapitalismus“ wird auch als politisches Schlagwort verwendet. Laut dem pons-Sprachenportal wird das Wort als abwertende Bezeichnung für ein „hoch risikoreiches Geschäftsgebaren mit dem Effekt einer globalen Finanzkrise“ gebraucht.

## Kasino-Kapitalismus im Anschluss an J. M. Keynes
Nach Ansicht keynesianisch orientierter Wirtschaftswissenschaftler neigen Finanzmärkte dazu, sich von der Realwirtschaft abzukoppeln, indem die Funktion der Finanzierung von Wertschöpfung gegenüber spekulativen Transaktionsgeschäften in den Hintergrund tritt. Daraus entständen regelmäßig Finanzkrisen, die sich teilweise verheerend auf die Realwirtschaft auswirkten. Um die Situation eines von der Realwirtschaft entkoppelten Finanzmarktes zu verdeutlichen, verglich Keynes diesen mit einem Spielcasino. Nach der Beobachtung von Strange hat sich der Zustand der Entkopplung der Finanzmärkte durch Deregulierungen, insbesondere die Freigabe der Wechselkurse im Jahr 1973, von der Ausnahme zum Regelfall entwickelt. Diese „Deformation“ der Marktwirtschaft bezeichnete Strange, in Anlehnung an Keynes, als Kasino-Kapitalismus.

### Der Kasino-Vergleich von J. M. Keynes
Um die Situation eines von der Realwirtschaft entkoppelten Finanzmarktes zu verdeutlichen, verglich Keynes diesen mit einem Spielcasino. Gemäß seiner Analyse orientierten sich Anleger an der Börse seltener an langfristigen Ertragsaussichten, da diese nur schwer einschätzbar seien. Die Anleger würden sich eher an dem vermuteten Anlageverhalten anderer Marktteilnehmer und den daraus zu erwartenden kurzfristigen Kursschwankungen orientieren, da sie in ihr Urteilsvermögen hinsichtlich des Verhaltens der anderen Marktteilnehmer mehr Vertrauen hätten. Die meisten Spekulanten befassten sich demzufolge wesentlich damit, der Bewegung der Masse ein kurzes Stück vorauszueilen, wobei langfristige Überlegungen naturgemäß keine Rolle spielen.
Demnach erfolgen viele Anlageentscheidungen, d. h. die Allokation von finanziellen Ressourcen, nach Gewinnstrategien, die einem Glücksspiel angemessen seien. Die Finanzmärkte hätten dadurch die Tendenz, sich von der Realwirtschaft abzukoppeln. Die eigentliche Aufgabe des Finanzmarktes, nämlich realwirtschaftliche Investitionen zu finanzieren und damit den Akkumulationsprozess der Volkswirtschaft sinnvoll zu steuern, werde so nur noch eingeschränkt erfüllt.
Aufgrund der „Animal Spirits“ der Marktteilnehmer könnten sich zudem spekulative Entwicklungen durch Herdenverhalten weiter aufschaukeln. Deshalb neigten Finanzmärkte systematisch zum Über- oder Unterschießen. Dies führe zu Finanzkrisen, die sich häufig negativ auf die Realwirtschaft auswirken würden.
Den Vergleich zum Spielkasino formulierte Keynes unter anderem auf diese Weise:

“Speculators may do no harm as bubbles on a steady stream of enterprise. But the position is serious when enterprise becomes the bubble on a whirlpool of speculation. When the capital development of a country becomes a by-product of the activities of a casino, the job is likely to be ill-done.”

„Spekulanten mögen unschädlich sein als Seifenblasen auf einem steten Strom unternehmerischen Tuns. Aber die Lage ist ernst, wenn das unternehmerische Tun die Seifenblase auf einem Sprudelbad der Spekulation wird. Wenn die Kapitalentwicklung eines Landes zum Nebenprodukt der Tätigkeit eines Spielkasinos wird, ist die Aufgabe wahrscheinlich falsch erledigt worden.“

#### Rezeption
In welchem Ausmaß Herdenverhalten Finanzmärkte tatsächlich beeinträchtigen und destabilisieren kann, ist Gegenstand der Diskussion und empirisch nur schwer nachzuweisen.

### Susan Strange
Susan Strange beschrieb in ihrem 1986 erschienenen Buch Casino Capitalism, wie sich ihrer Analyse nach die Finanzmärkte von der Realwirtschaft entkoppelt hätten und willkürlich und unberechenbar über das Schicksal von Unternehmen, deren Beschäftigten und ganze Volkswirtschaften und Staaten bestimmten. Dies zeige sich vor allem in den häufig auftretenden Finanz- und Wirtschaftskrisen. In dem Nachfolgebuch Mad Money führte sie diese Analyse fort und spitzte ihre Thesen noch weiter zu.

“Heute wie damals [bei Veröffentlichung von Casino Capitalism] ist meine Sorge nicht technischer Natur – bezogen auf die Effizienz des Systems –, sondern bezogen auf die sozialen und politischen Aspekte, bezogen auf die normalen Menschen, die niemals gefragt wurden, ob sie ihre Arbeitsplätze, ihre Ersparnisse, ihr Einkommen in dieser kasinoartigen Form des Kapitalismus aufs Spiel setzen wollten.”

„My concern, now as it was then, is not technical – with the efficiency of the system – but social and political, with the consequences for ordinary people who have never been asked if they wanted to gamble their jobs, their savings, their income in this casino form of capitalism.“

Die Ursachen für die immer häufiger eintretende Entkopplung der Finanzmärkte von der Realwirtschaft sieht sie zum einen in der seit den 1970er-Jahren gestiegenen Unsicherheit bei der Kalkulation langfristiger Ertragsaussichten, die kurzfristige Spekulationen noch attraktiver mache. Zudem betont sie, dass sich die Finanzmärkte aufgrund der Globalisierung zwar einfacher den einzelstaatlichen Regulierungen entziehen könnten, häufig aber habe bewusste staatliche Untätigkeit und sogar Deregulierung die Situation verschärft.
Nach der Beobachtung von Strange habe sich der Zustand der Entkopplung der Finanzmärkte durch Deregulierungen, insbesondere die Freigabe der Wechselkurse im Jahr 1973, von der Ausnahme zum Regelfall entwickelt. Diese „Deformation“ der Marktwirtschaft bezeichnete sie, in Anlehnung an Keynes, als „Kasino-Kapitalismus“.
Strange geht wie James Tobin davon aus, dass die Finanzmärkte aus immanenten Gründen ineffektiv seien. Sie befürwortet also nicht nur eine stärkere Regulierung, sondern auch eine aktive Verringerung der Transaktionsvolumina „cooling down the casino“, etwa durch Einführung einer Tobin-Steuer.

#### Rezeption
Nach Welf Werner hat das Buch Casino Capitalism einen bedeutenden Anstoß zur Diskussion der Entwicklung der Finanzdienstleistungsmärkte in der 2. Hälfte des 20. Jahrhunderts gegeben.
Hermann Adam kritisiert, dass Strange keine systematische Theorie entwickelt habe, die Ursachen und Wirkungen genau benennen könne. Ihre Analyse leite sie von aus ihrer Sicht allgemeingültigen Beobachtungen ab, ohne diese durch breitere empirische Daten zu überprüfen.
Nach Ansicht von Carl Christian von Weizsäcker stammt das Wort vom Kasino-Kapitalismus nicht von Personen, die sich die Transaktionen des internationalen Finanzmarkts genau angesehen hätten. Zwar tendierten die Finanzmärkte aufgrund der delegationsinduzierten Kurzfrist-Orientierung der Vermögensverwalter zu hoher Volatilität. Sie dienten aber mehrheitlich nicht der Spekulation, sondern ihrem Gegenteil, der Risikoabsicherung, da gestandene „Spekulanten“ aufgrund ihres guten Informationsstandes den anderen Marktteilnehmern ihren nützlichen Service der Risikoübernahme und der Verminderung von Marktvolatilität zur Verfügung stellten
. Anders als Susan Strange sehen Wirtschaftsliberale wie von Weizsäcker in Finanzkrisen einen „Wahrheitsmechanismus der Gesellschaft“, der einen „wesentlichen Beitrag zur Zerstörung von Wolken-Kuckucks-Heimen“ leiste und die Qualität nationaler Wirtschaftspolitik einer harten, aber unabhängigen Prüfung unterziehe.

### Paul Krugman
Paul Krugman bezieht sich in seiner kritischen Analyse des Einflusses des Finanzmarktes auf die Realwirtschaft auf den Analogismus von John Maynard Keynes. Er sieht in der wissenschaftlichen Diskussion seit Mitte der 1970er-Jahre eine Tendenz, die Gefahren der „Unvernunft der Investoren“, „gefährlicher Blasen“ und „halsbrecherischer Spekulationen“ zu unterschätzen. Man habe sich seitdem beispielsweise lieber mit der Markteffizienzhypothese von Eugene Fama beschäftigt, die postuliert, dass in den Kursen auf Finanzmärkten bereits alle verfügbaren Informationen exakt eingepreist seien. In den 1980er-Jahren sei die Mehrheit der Finanzexperten dann davon ausgegangen, dass Finanzmarktpreise immer stimmten und Unternehmensleiter deswegen zu ihrem eigenen und auch zum Wohl der gesamten Volkswirtschaft am besten ihr ganzes Streben auf die Maximierung von Aktienkursen richten sollten.

„Anders ausgedrückt, die Branche hielt es für angeraten, die Kapitalentwicklung der Nation einem – wie Keynes es nannte – ‚Casino‘ zu überlassen.“

### Rudolf Hickel
Der deutsche Wirtschaftswissenschaftler Rudolf Hickel bezeichnet mit Kasino-Kapitalismus eine neue Etappe der kapitalistischen Entwicklung, in deren Mittelpunkt die wachsende Herrschaft hoch spekulativer Finanzmärkte stehe, also der „Kasino-Kapitalismus“, vor dem Keynes gewarnt habe. Weltweit agierende Investoren definierten über den Einsatz ihrer Fondsmittel „völlig überzogene“ Renditeerwartungen gegenüber den wertschöpfenden Unternehmen. Durch Spekulationslust vorangetrieben, wachse in den Finanzmärkten stets aufs Neue ein bedrohliches, sich selbst verstärkendes Krisenpotential heran. Statt der Selbstheilung dominiere eine „selbstzerstörerische Absturzdynamik“.
Laut Hickel sei die ordoliberale Forderung, dass der Staat den Ordnungsrahmen für die Märkte setzen müsse, im Bereich der Finanzmärkte in den vergangenen Jahren völlig verdrängt worden. Der Ausweg aus dem Kasinokapitalismus führe über die Zähmung der Finanzmärkte durch wirksame staatliche Regulierung, durch die insbesondere eine ausreichende Haftung der Finanzinstitute hergestellt werden soll, sowie die Reduzierung von Ansprüchen auf überhöhte Kapitalrenditen.

## Hans-Werner Sinn
Hans-Werner Sinn beschrieb in seinem Buch Kasino-Kapitalismus. Wie es zur Finanzkrise kam, und was jetzt zu tun ist die Ursachen der Finanzkrise ab 2007 als Abfolge von Politikversagen und Marktversagen. Der Autor fasst es in seinem Vorwort so zusammen:

„Die Finanzkrise ist keine Krise des Kapitalismus, sondern eine Krise des angelsächsischen Finanzsystems, das zum Kasino-Kapitalismus mutierte und leider auch in Europa immer mehr Nachahmer gefunden hat. Sie ist das Ergebnis der Unfähigkeit der internationalen Staatengemeinschaft, ein einheitliches Regulierungssystem für Banken und andere Finanzinstitute zu schaffen, das den Eigennutz der Akteure so kanalisiert, dass er sich segensreich und produktiv entfalten kann, wie man es von einer Marktwirtschaft erwartet.“

Kasino-Kapitalismus ist für Sinn eine „Deformation“ der Marktwirtschaft durch ein „Glücksrittertum“ der Banken, die mit wenig Eigenkapital ihr Geschäft machten und dadurch nur wenig Risiko selbst trügen (Moralisches Risiko). Dabei würden die Banken Gewinne mitnehmen, bei Eintreten von Verlusten diese aber mangels Eigenkapital teilweise ihren Gläubigern anlasten. Auch der Staat werde mit den Verlusten belastet, sofern er für Rettungsaktionen zur Verfügung steht. Das Geschäftsmodell habe entstehen können, weil der Gesetzgeber versäumt habe, klare Eigenkapitalregeln vorzuschreiben.
Sinn kritisiert die zu geringen Eigenkapitalquoten, mit denen die Spekulationsgeschäfte der Banken unterlegt seien. Die Banken hätten dadurch den Anreiz, äußerst riskante Geschäfte bzw. Wetten einzugehen, weil sie hohe Gewinne selbst einstrichen, Verluste aber wegen der Haftungsbeschränkung auf Anleger oder die Steuerzahler abwälzen könnten. Eine Ursache dafür sei die unzureichende Regulierung des Bankwesens. Es gebe einen „Laschheitswettbewerb“, wodurch Bankenregulierung und -aufsicht unter dem Druck des Standortwettbewerbs ihren Funktionen immer weniger gerecht würden.
Sinn spricht sich daher für eine starke, international koordinierte Regulierung des Bankensystems aus. Den Banken solle zukünftig eine Kernkapitalquote von mindestens acht Prozent für Risikopositionen vorgeschrieben werden. Dadurch werde die Eigenbeteiligung der Banken an Spekulationsrisiken erhöht. Auch die Vorschriften für Kreditversicherungen, Hedgefonds und Zweckgesellschaften, die bislang außerhalb der Bilanz der Bank bleiben, sollten verschärft werden. Zudem plädiert er für ein Verbot von Leerverkäufen und von mehrstufigen Verbriefungen von CDOs und für eine Rückkehr zum Niederstwertprinzip.
Weil manche Bank aus Rücksicht auf das Gesamtsystem nicht in den Konkurs gehen dürfe (Systemrelevanz, englisches Schlagwort too big to fail), hält Sinn, wenn kritische Grenzen erreicht würden, den zwangsweisen Einschuss staatlichen Eigenkapitals, also eine zumindest teilweise Verstaatlichung, für den zweckmäßigeren Ausweg. Eine derart gestaltete Eventualität halte die Anleger eher davon ab, hochriskante Geschäfte zu wagen. Das wäre bei den wenig einschneidenden Staatsbürgschaften nicht der Fall, da sie im Grunde nur auf eine Sozialisierung der Risiken hinausliefen.

## Politisches Schlagwort
Kasino-Kapitalismus wird auch als politisches Schlagwort verwendet. Nach Beobachtung des Soziologen Urs Stäheli werde der Ausdruck heute vor allem wertend verwendet, um die Gefährlichkeit der Spekulation zu bezeichnen. Dabei gerate aus dem Blick, dass das Spiel notwendiger Bestandteil der Börsenwirtschaft sei. Das Spielerische sei keine Pathologie der Finanzwirtschaft, sondern eine Bedingung ihres Funktionierens.
Die Wirtschaftshistoriker Herbert Matis und Karl Bachinger sehen den Ausdruck als Beispiel für eine begriffliche Beliebigkeit mit wenig präzisem Bedeutungsinhalt.

## In der politischen Diskussion um Finanzmarktreform
Für Muhammad Yunus, Friedensnobelpreisträger von 2006, ist der Kapitalismus zu einem Spielkasino verkommen, in dem in einem katastrophalen Ausmaß spekuliert werde. Ursache der Finanzkrise sei die unzureichende Regulierung. Statt der kurzfristigen und überhöhten Gewinnperspektive sei Nachhaltigkeit gefordert.
Auf der International Conference on Financing for Development im Jahre 2002 in Monterrey, Mexiko verglich Fidel Castro die Weltwirtschaft mit einem Spielkasino, wo für jeden Dollar im Welthandel hundert in spekulativen Operationen endeten, die keinerlei Beziehung zur Realwirtschaft aufwiesen.
Der Begriff „Kasino-Kapitalismus“ hat mittlerweile in der US-amerikanischen Diskussion um die Regulierung der Finanzmärkte Bedeutung erlangt. So forderte Robert Reich die Abtrennung der „Casino“-Funktionen des Investmentbankings von den Tätigkeiten der Geschäftsbanken.
Auch Joseph E. Stiglitz begrüßt die Volcker-Regel als einen Plan, der die „Casino“-Funktionen von Banken von denen einer Geschäftsbank trenne. Er fordert eine Steuerreform, wodurch die Spekulationsgewinne aus dem „Glücksspielen“ an den „Wallstreet Casinos“ nicht weniger besteuert würden als andere Gewinne.
Ebenso hält der Ökonom Heiner Flassbeck in der vorgeschlagenen Volcker-Regel einen geeigneten Weg, dem Kasino-Kapitalismus entgegenzuwirken. Flassbeck betonte, man müsse zwischen Unternehmern, die investieren, und Zockern an Finanzmärkten scharf unterscheiden.
Für Gerald P. O’Driscoll Jr., Senior Fellow des Cato Institute, dürfe die Geldpolitik ökonomische Entscheidungen der Wirtschaftssubjekte nicht verfälschen. Eine Politik, die darauf angelegt sei, die Verluste eines Investors abzusichern, während er alle Gewinne für sich behalten könne, erzeuge Anreize, die allerriskantesten Wetten einzugehen. Ein so mit Moralischem Risiko verbundenes System könne man zu Recht Kasino-Kapitalismus nennen. Die Politik der Fed habe einen derartigen Kasino-Kapitalismus auf dem Immobilienmarkt gefördert.
Der seinerzeitige Bundespräsident Horst Köhler erklärte, dass der „angloamerikanische Kasino-Kapitalismus“ gescheitert sei, worunter er „die Geschäftemacherei ohne Regeln, Augenmaß und innere Werte“ fasste. Damit kritisierte er auch europäische Institute wie die deutschen Landesbanken, die mit der Herde mitgelaufen seien.
Michael Sommer forderte, den Finanzmärkten so strenge Regeln zu geben, dass „jede Form von Kasino-Kapitalismus“ unterbunden werde. Dazu gehöre insbesondere ein weltweites Verbot von Leerverkäufen und die Verpflichtung, Finanzgeschäfte mit ausreichendem Eigenkapital zu unterlegen.
„Das Casino schließen“ lautete die Stellungnahme von Attac Deutschland zur Finanzkrise im September 2008.
FDP-Bundesvorsitzender Guido Westerwelle prognostizierte, dass sich die soziale Marktwirtschaft als überlegenes Modell „einerseits gegenüber dem regellosen Kasino-Kapitalismus, andererseits gegenüber der Plan- und bürokratischen Staatswirtschaft“ erweisen werde. Die „Soziale Marktwirtschaft ist nicht Teil des Problems, sondern dessen Lösung. Sie ist die richtige Antwort auf das Scheitern des Kasino-Kapitalismus.“ So heißt es im Jahresbericht 2008/2009 der Jungen Unternehmer.

## Die Kasino-Analogie in der Kritik
Paul Anthony Samuelson und William D. Nordhaus weisen darauf hin, dass Spekulation nicht identisch mit Glücksspiel sei. Glücksspiel sei für die Spieler ein Negativsummenspiel, während die „ideale Spekulation“, also eine solche die Güter von Zeiten des Überflusses in Zeiten des Mangels umleite, die wirtschaftliche Wohlfahrt mehre.
Nach Ansicht von Christian Müller eigne sich „Kasino-Kapitalismus“ kaum als Metapher für eine aus dem Ruder gelaufene Wirtschaftsordnung. Die Ursachen der Finanzkrise würden wohl noch lange diskutiert werden, es habe aber keinen Sinn, einen „Kasino-Kapitalismus“ haftbar machen zu wollen, denn im Vergleich zu Finanzmärkten sei das Kasino „ein Hort der statistischen Gesetzmässigkeit“.